# Ordenswald

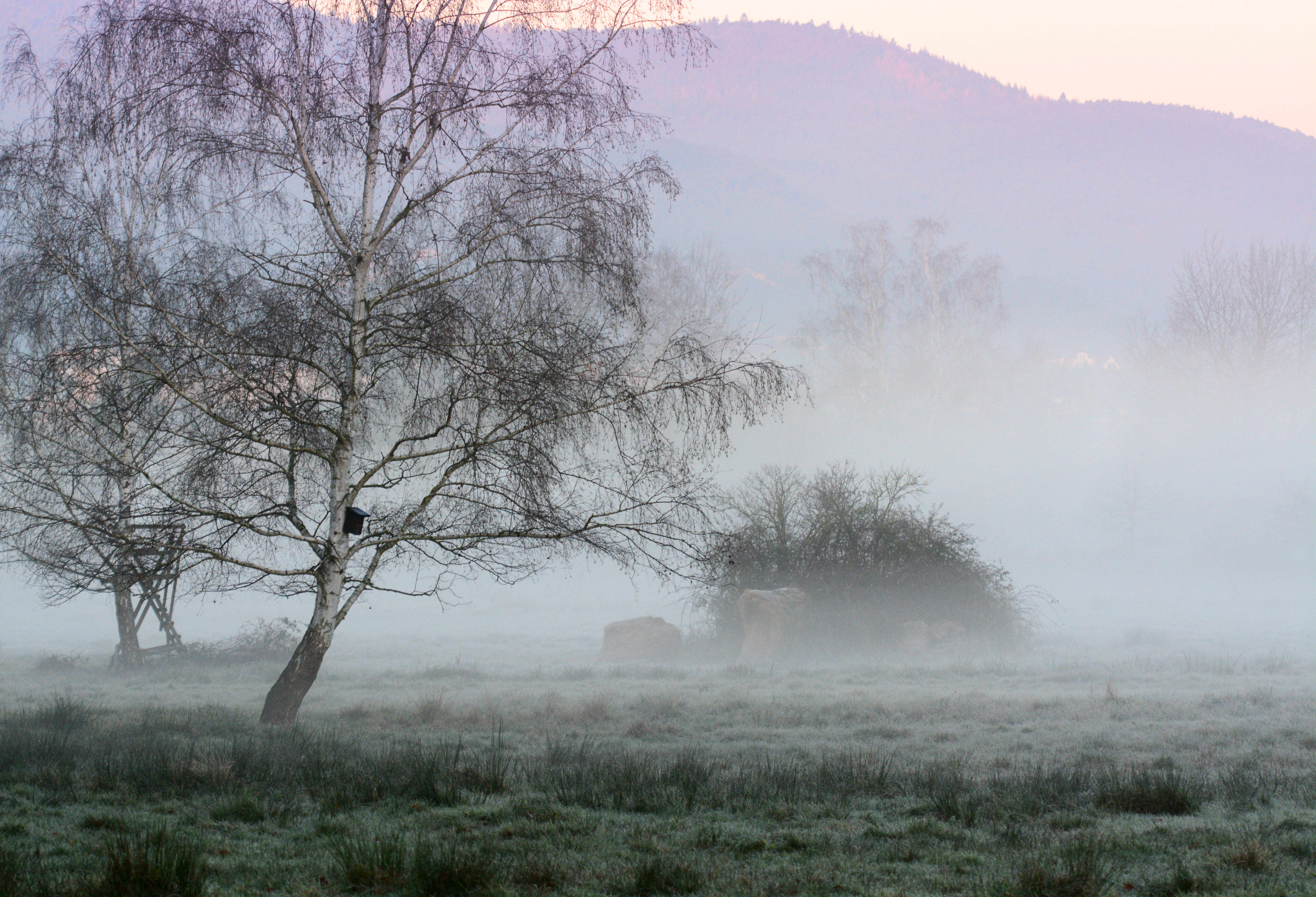
Ordenswald im Frühnebel

Der Ordenswald, dessen Name sich von einem geistlichen Ritterorden herleitet, ist eine Waldfläche im Südosten von Rheinland-Pfalz. Er liegt in der vorderpfälzischen Rheinebene überwiegend auf den Gemarkungen der kreisfreien Stadt Neustadt an der Weinstraße und der Gemeinde Haßloch.

## Geographie

### Lage

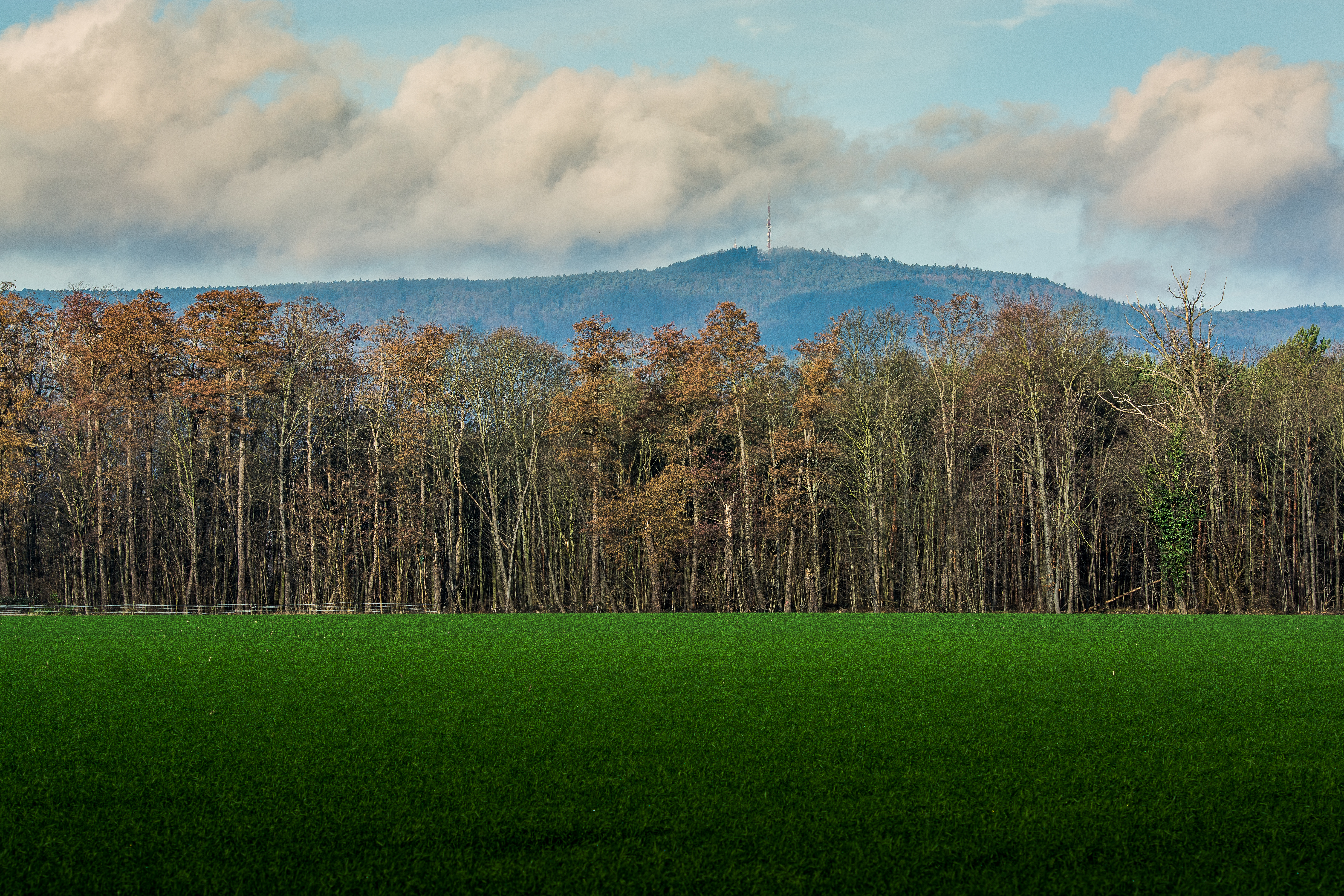
Teil des Ordenswalds, im Hintergrund das 5 km entfernte Weinbiet

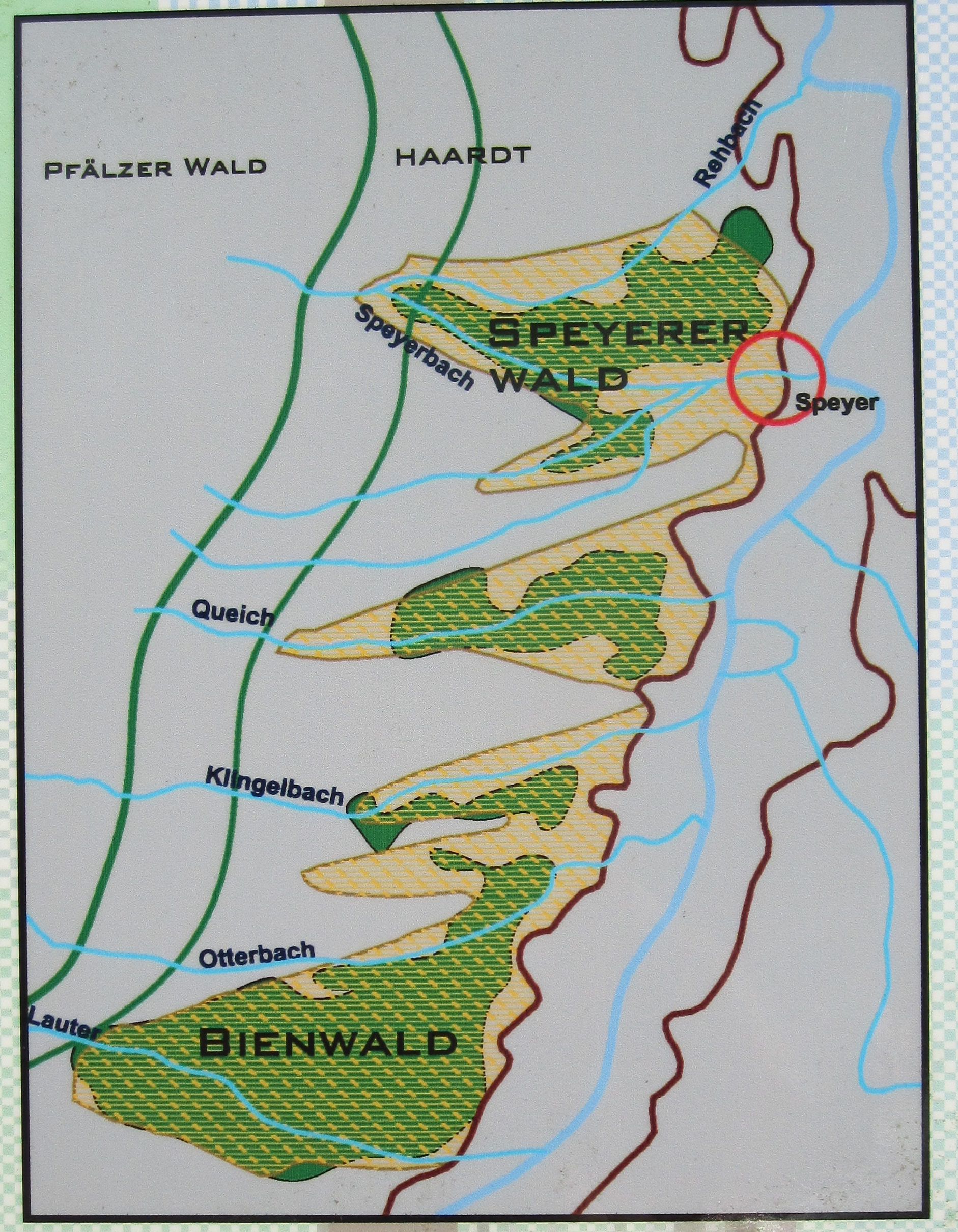
Der Ordenswald ist die westliche Spitze des Speyerer Walds.

Der gut 6 km² große Ordenswald erstreckt sich, trapezförmig allmählich breiter werdend, östlich des Hügellands an der Deutschen Weinstraße von West nach Ost ungefähr 5 km weit in die Rheinebene hinein. Sein westlicher Anfang liegt auf einer Höhe von 128 m ü. NHN im Südosten des Ortsteils Mußbach, sein südöstliches Ende im weiteren Neustadter Ortsteil Speyerdorf, sein nordöstliches in Haßloch; dort ist die Höhenlage jeweils etwa 117 m.
Geographisch wird der Ordenswald als zum Speyerer Wald gehörig angesehen. Dieser beginnt im Westen mit dem Ordenswald und reicht knapp 18 km in östlicher Richtung bis zum Schifferstadter Wald, zum Stadtwald Speyer und zum Dudenhofener Wald.

### Gewässer und Wasserwirtschaft

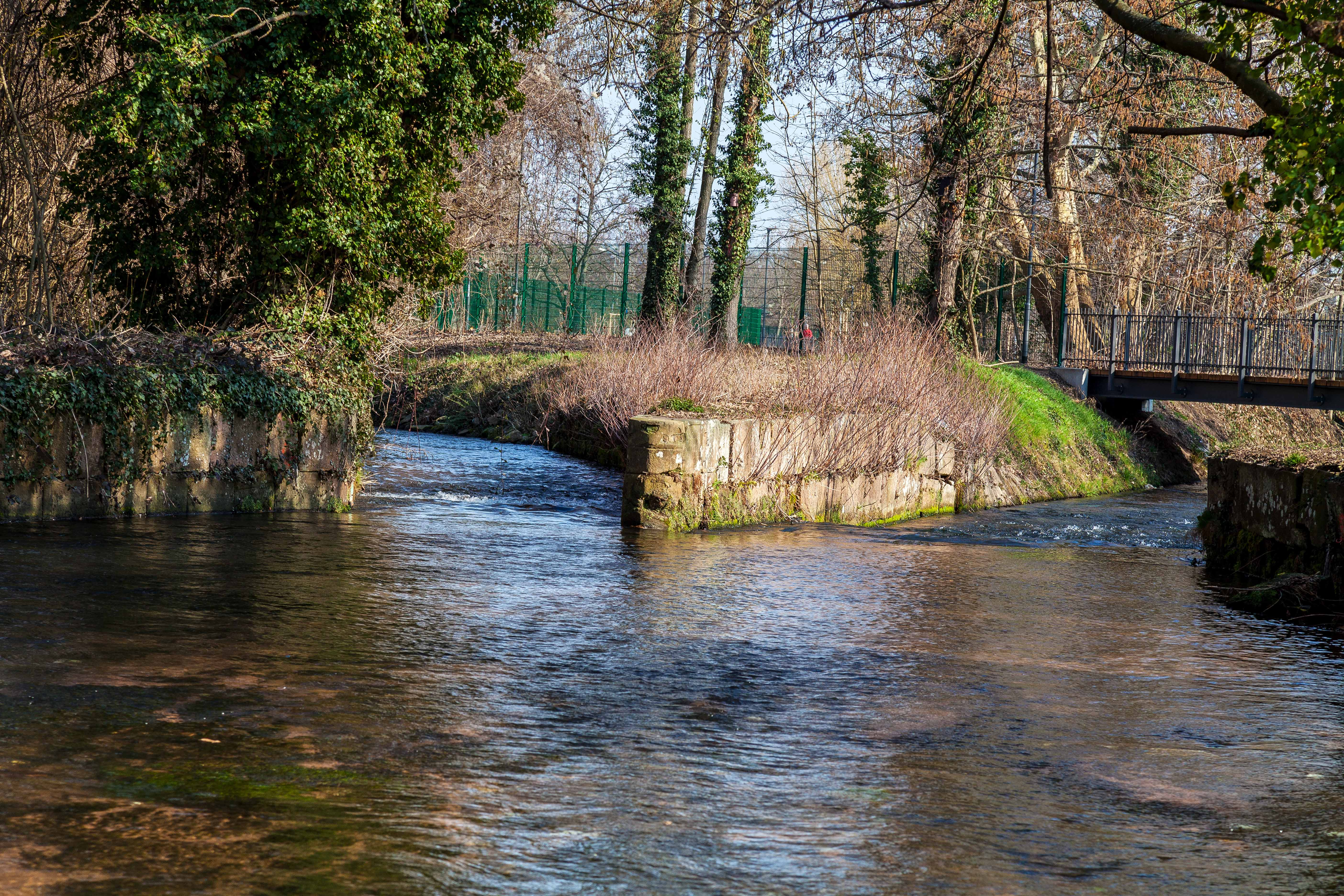
Am Winzinger Wassergescheid trennt sich der Rehbach nach links vom Speyerbach.

Durchflossen wird der Ordenswald in seinem Südteil vom Speyerbach, in seinem Nordteil von dessen linkem Mündungsarm Rehbach, der sich in Neustadt am Winzinger Wassergescheid vom Speyerbach abtrennt.
Am nordwestlichen Beginn des Ordenswalds wird aus dem Rehbach nach rechts der Rückgängergraben abgeleitet, welcher der stärkste der zahlreichen Gräben im Ordenswald ist. Er fließt anschließend auf gut 3 km im Abstand von 200 bis 400 m etwa parallel zum Rehbach und bewässert dabei den Nordrand des Ordenswalds. Sein Name weist auf die Fortbewegungsart der im Graben vorkommenden Flusskrebse hin. Der Rückgängergraben mündet westlich von Haßloch von rechts in den Rehbach zurück.
Größtes stehendes Gewässer ist der Soldatenweiher (⊙) mit etwa 60 × 50 m im Westteil der Waldfläche.
Ebenfalls im Westteil betreiben die Stadtwerke Neustadt das Wasserwerk Ordenswald (⊙) mit neun Tiefbrunnen, aus denen das als weich eingestufte Trinkwasser (5–6 °dH) gefördert wird.

## Biologie

### Vegetation

Kiefern
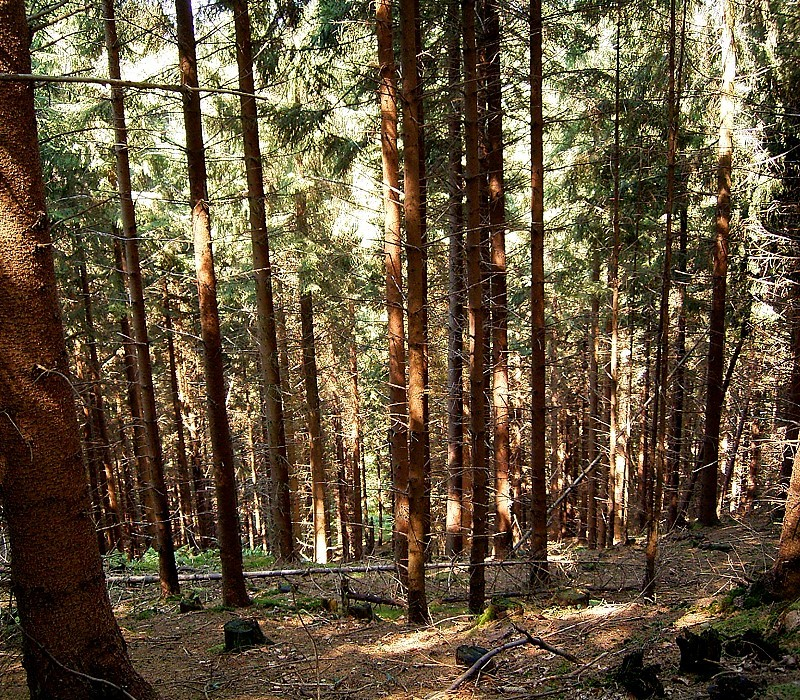
Fichten
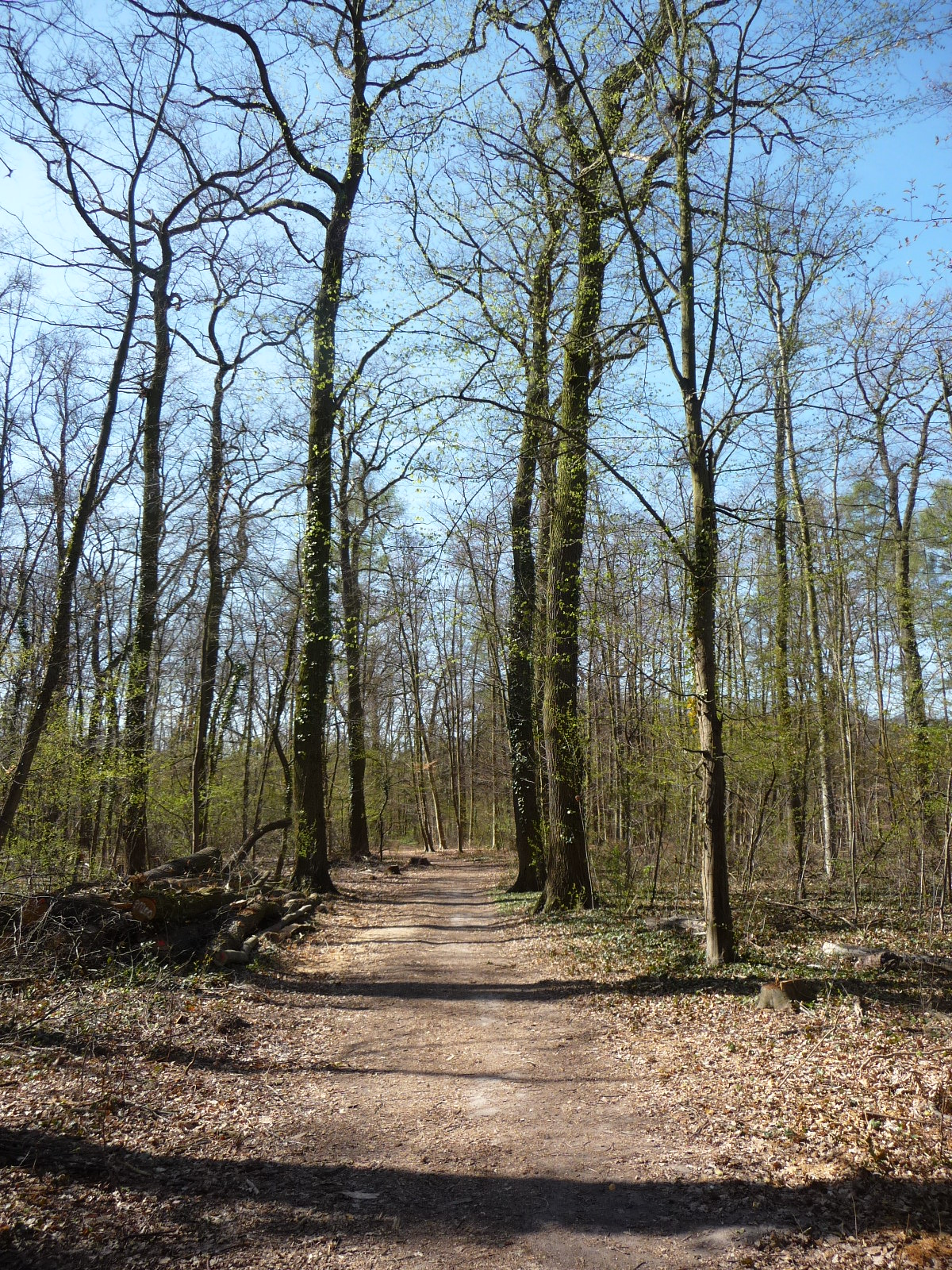
Buchen
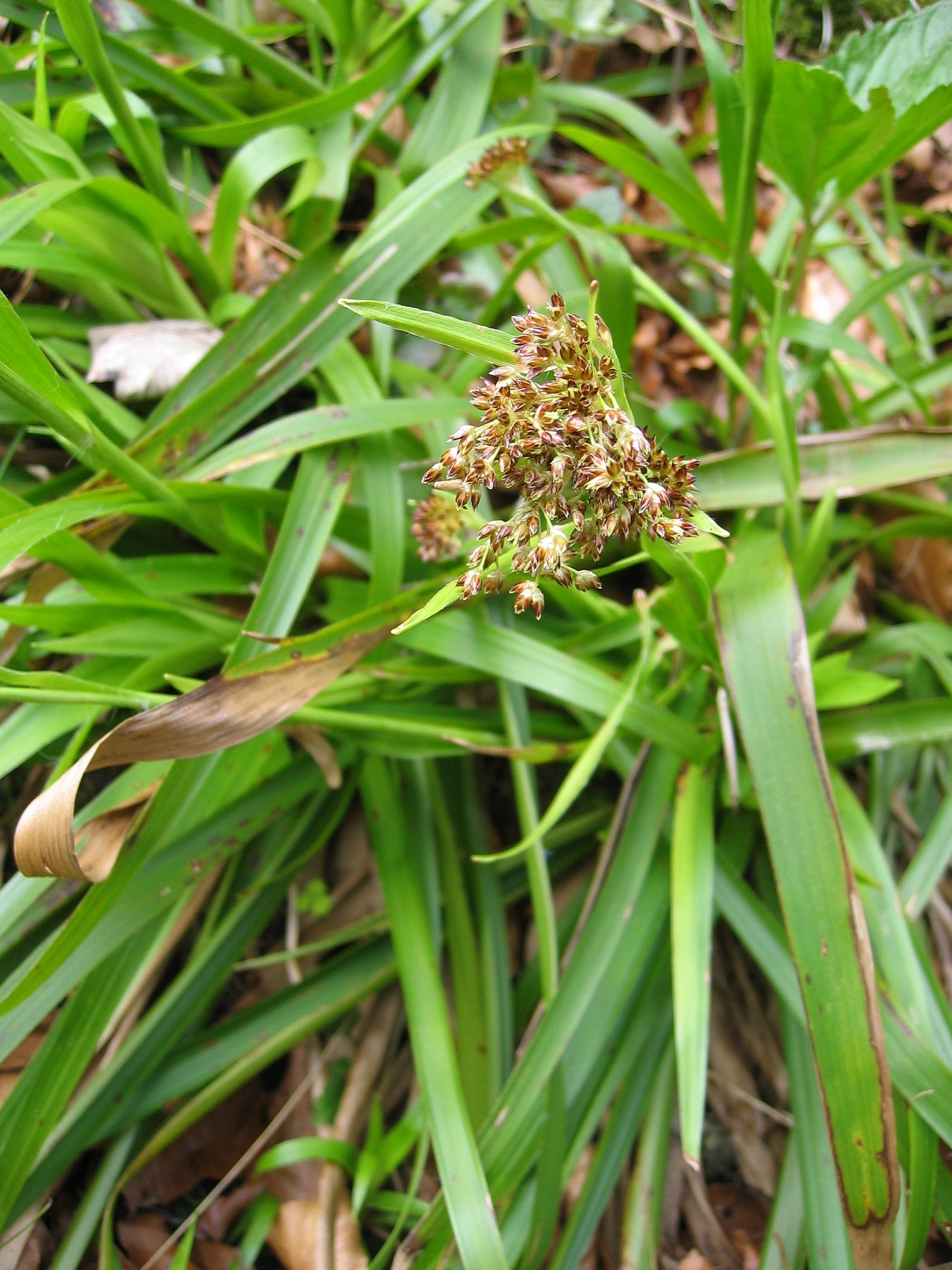
Binsen
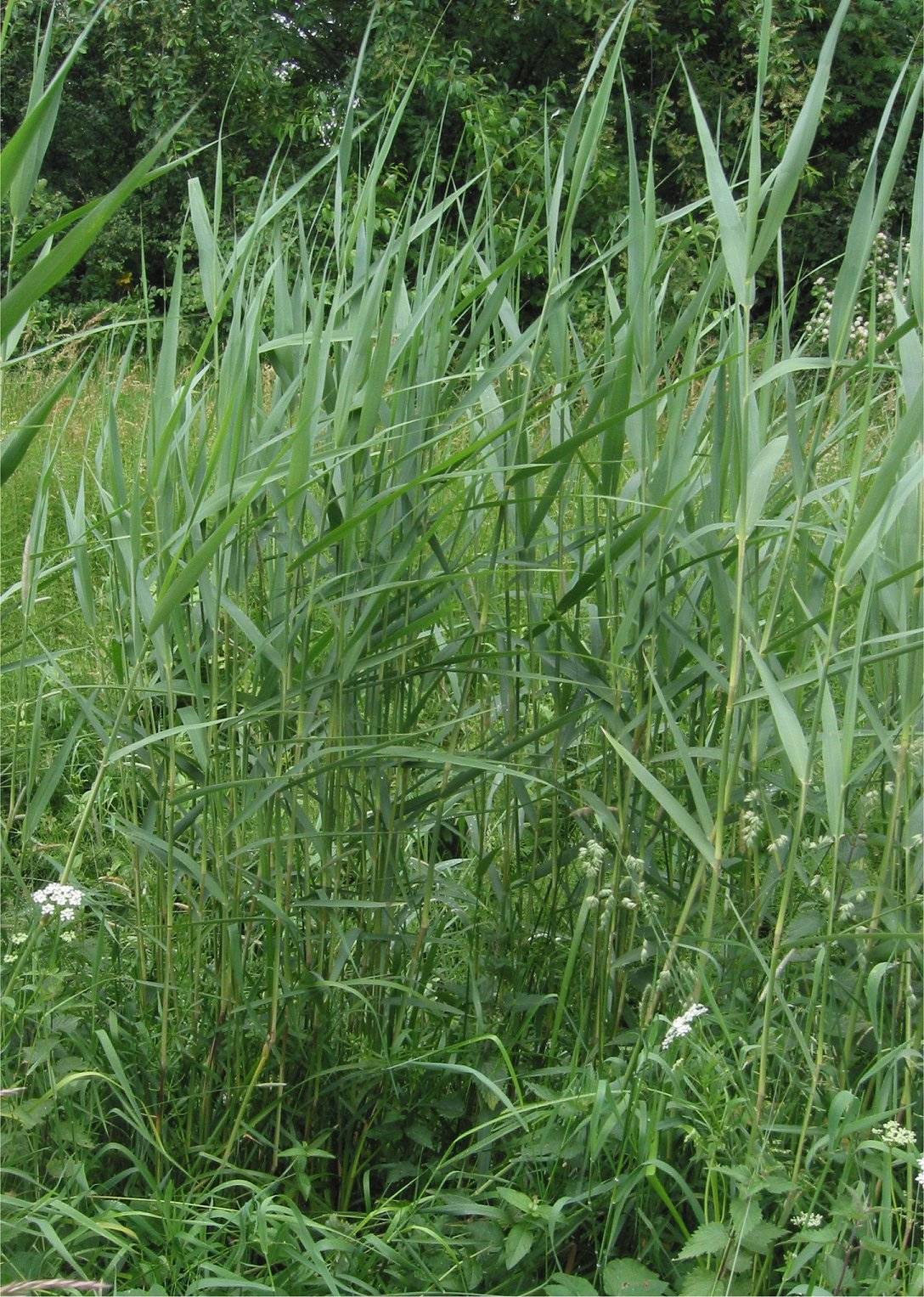
Schilf

Auf dem überwiegend aus Sand bestehenden Schuttfächer von Speyerbach und Rehbach gedeihen hauptsächlich anspruchslose Nadelgehölze wie Kiefern und Fichten. Laubbäume wie Buchen sind deutlich seltener anzutreffen. Vor allem die Ränder der Gewässer sind oft mit Binsen und Schilf bestanden.

### Fauna

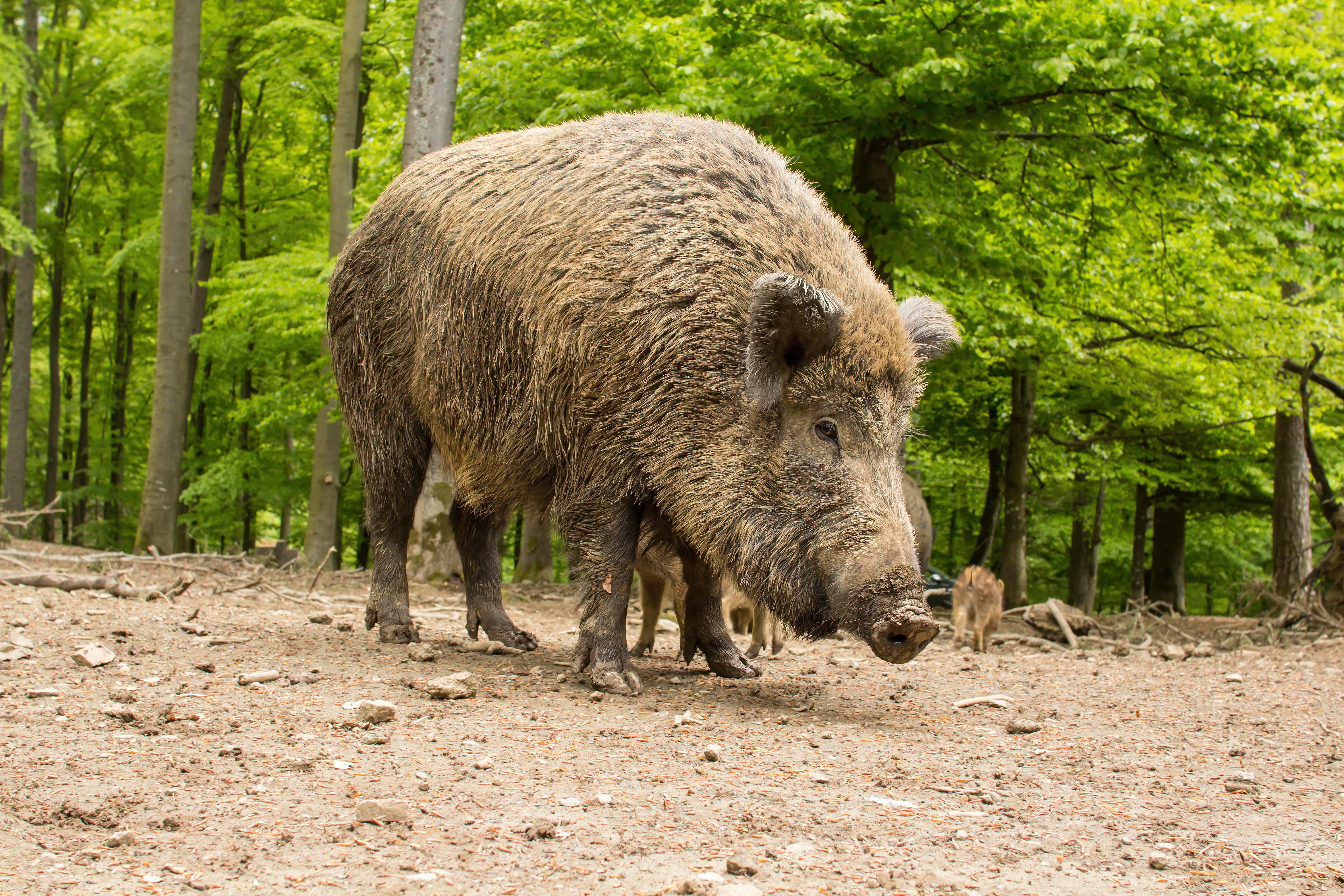
Wildschwein
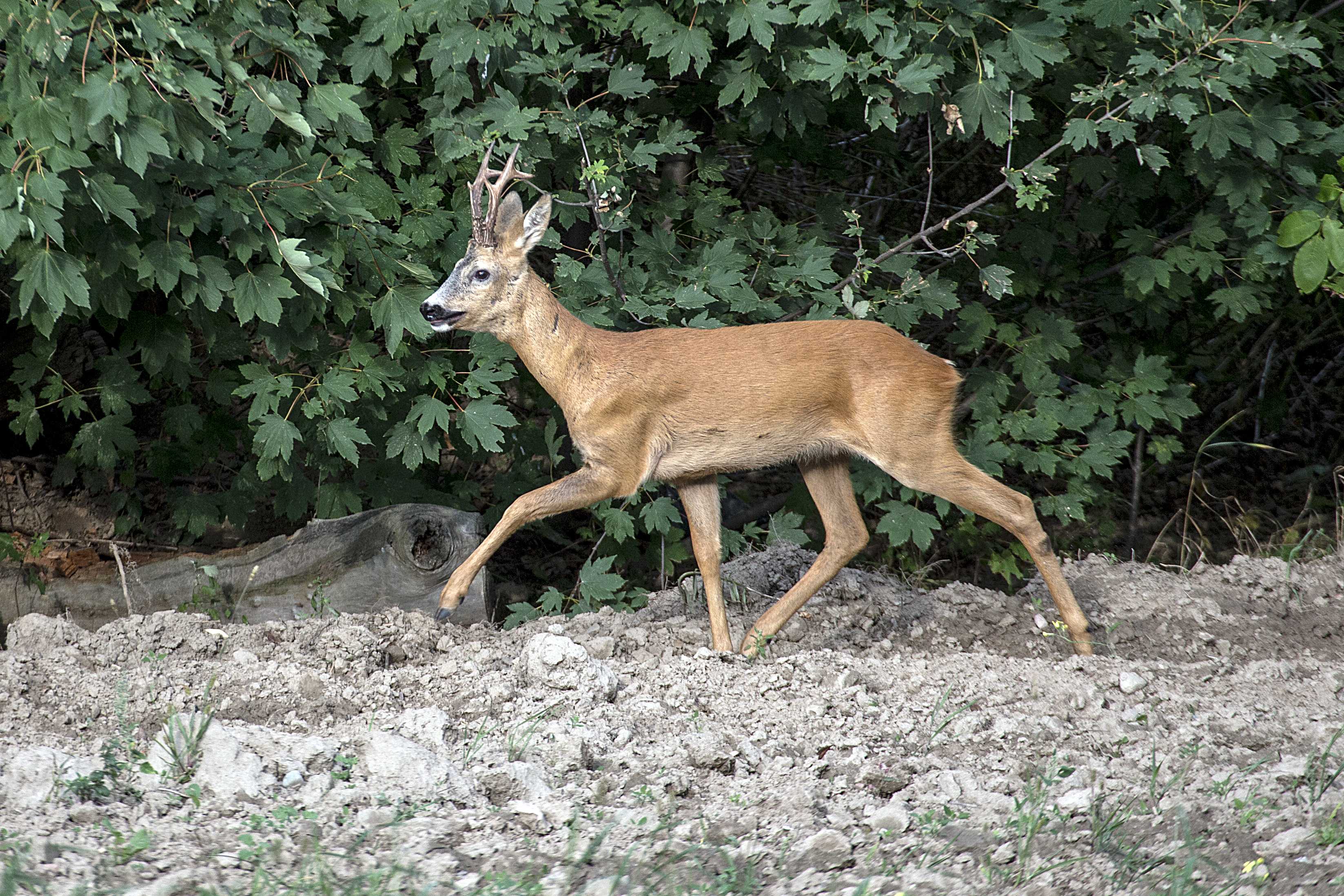
Reh
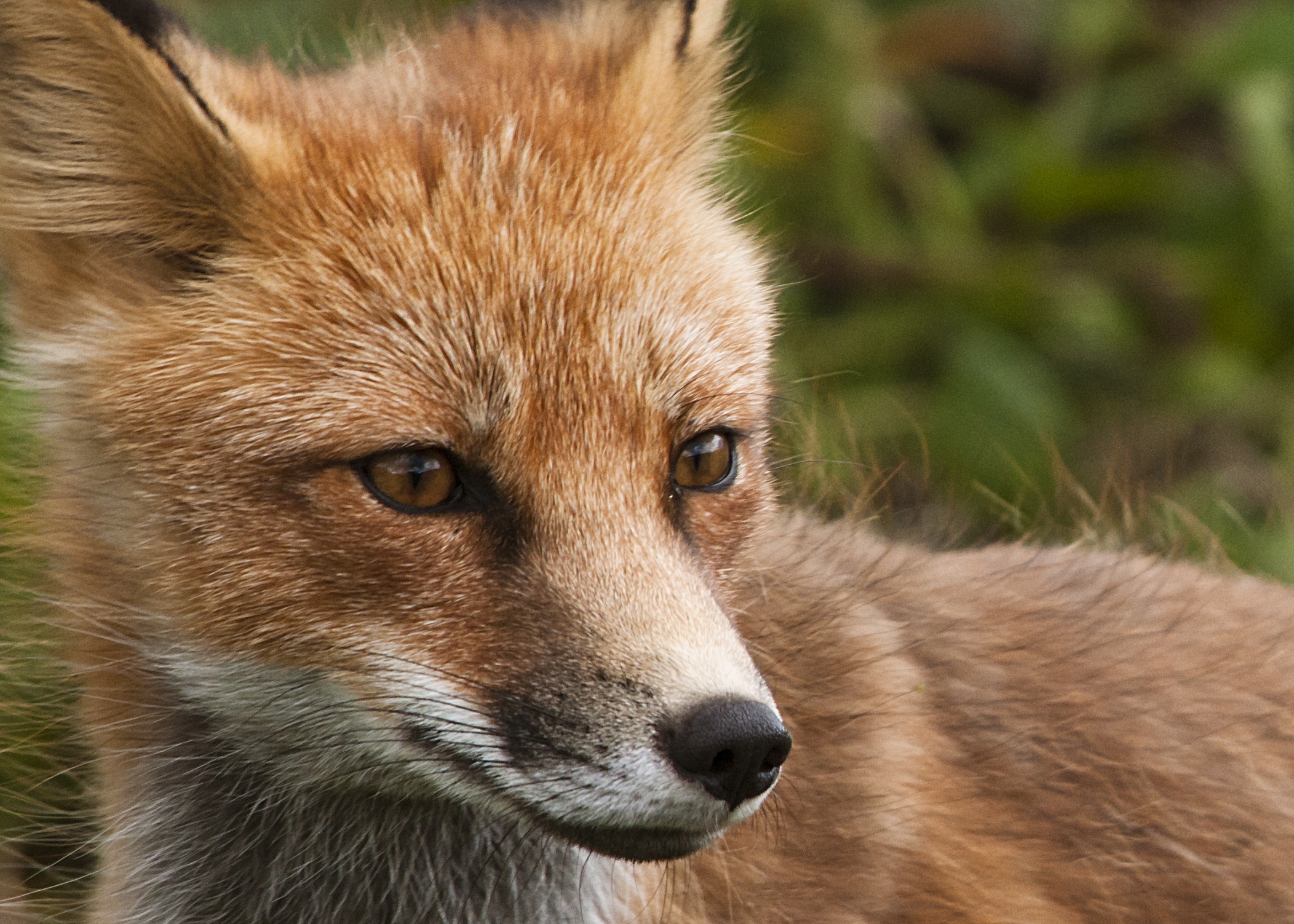
Fuchs
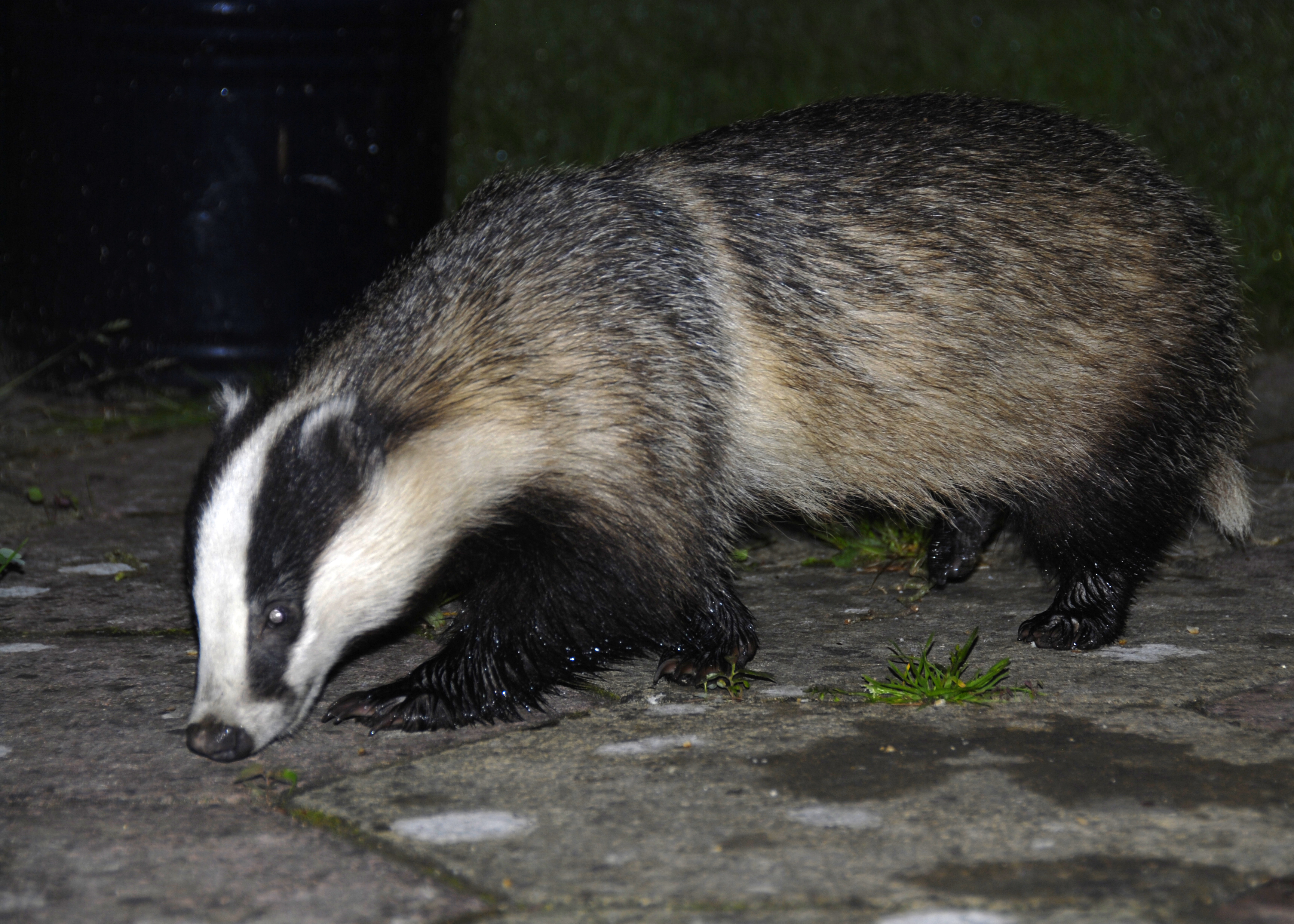
Dachs
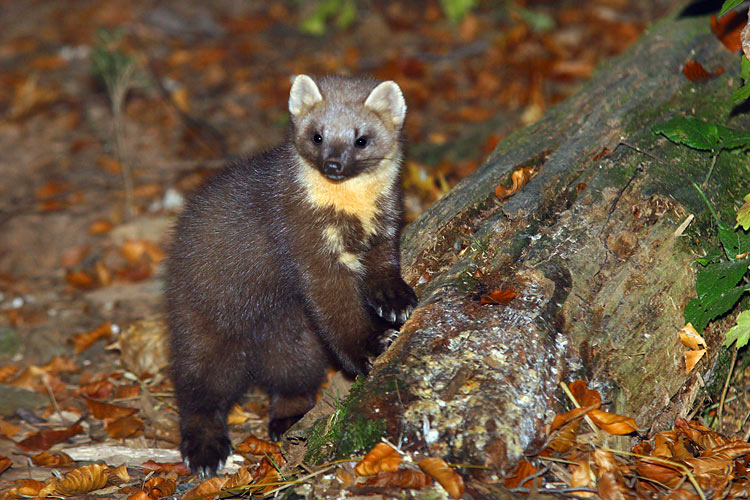
Baummarder

Die größten Säugetiere im Ordenswald sind Schwarz- und Rehwild; Rothirsche gibt es nicht mehr. Als Beutegreifer ist der Fuchs weit verbreitet; seltener kommen Dachs und Baummarder vor.

## Geschichte
Bereits im Frühmittelalter gehörte das Waldgebiet zum Mußbacher Herrenhof des Johanniter-, später Malteserordens und kam so zu seinem Namen. Die Gründungsurkunden des Herrenhofs reichen bis ins 7. Jahrhundert zurück.
In der Nacht auf den 13. August 1933 wurden im Jagdrevier des Kommerzienrats Eugen Abresch auf der Gemarkung des heutigen Neustadter Ortsteils Speyerdorf bei einer Schießerei zwischen zwei Wilderern und vier Ordnungskräften zwei Männer getötet, und zwar einer der Wilderer sowie ein Polizist. Ein Jahr danach, am 1. September 1934, wurde am Ort des Ereignisses für den erschossenen Polizisten Arthur Löffler (1898–1933) ein beschrifteter  Gedenkstein aufgestellt, den der Volksmund Wildererstein oder Löfflerdenkmal nennt. Später kamen noch zwei Infotafeln hinzu.

## Verkehr
Seit den 1970er Jahren wird der Westteil des Waldgebiets in Nord-Süd-Richtung von der Autobahn 65 durchquert, die Ludwigshafen über Landau mit Karlsruhe verbindet. Erschlossen wird der Ordenswald lediglich durch Forst-, Reit- und Wanderwege.